# Cuenca del río Lebu
La cuenca del río Lebu es el espacio natural de la cuenca hidrográfica del río Lebu, una cuenca de exorreica costera y de régimen pluvial emplazada en la Región del Biobío y que la Dirección General de Aguas enlista en el ítem 087 del inventario BNA de cuencas de Chile.

der

## Límites y relieve
Limita al noreste con la cuenca del río Carampangue, al noroeste con las cuencas costeras Carampangue-Lebu, en particular con el estero El Manzano (Carampangue-Lebu), el estero Ranquil, el río Quiapo y el estero El Guindo los más cercanos; al sur limita con las cuencas Lebu-Paicavi, en especial con la cuenca del río Paicaví.: 20 
Sus extremos alcanzan las coordinadas geográficas  37°23’S, 37°40’S, 73°06’W y 73°40’W.: 20 

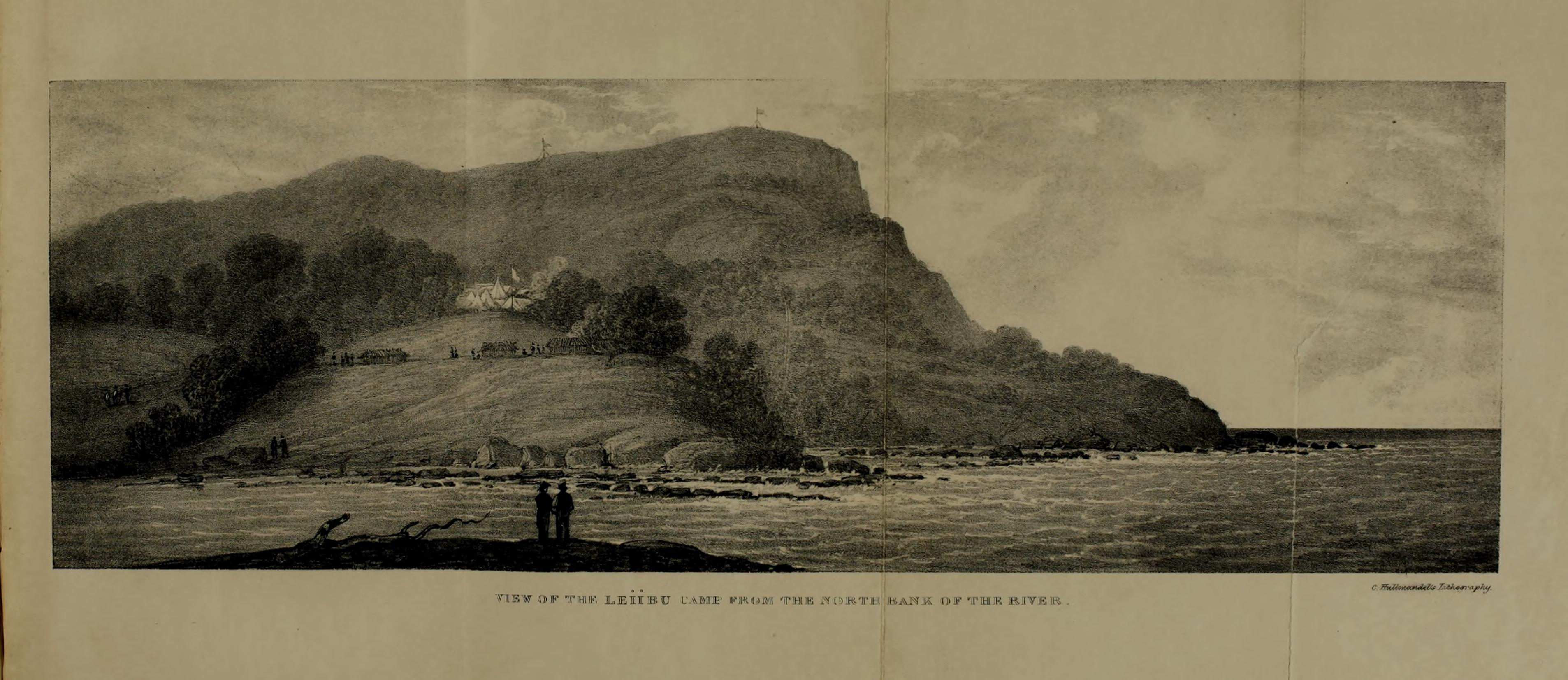
La desembocadura del río Lebu en una litografía del año 1835.

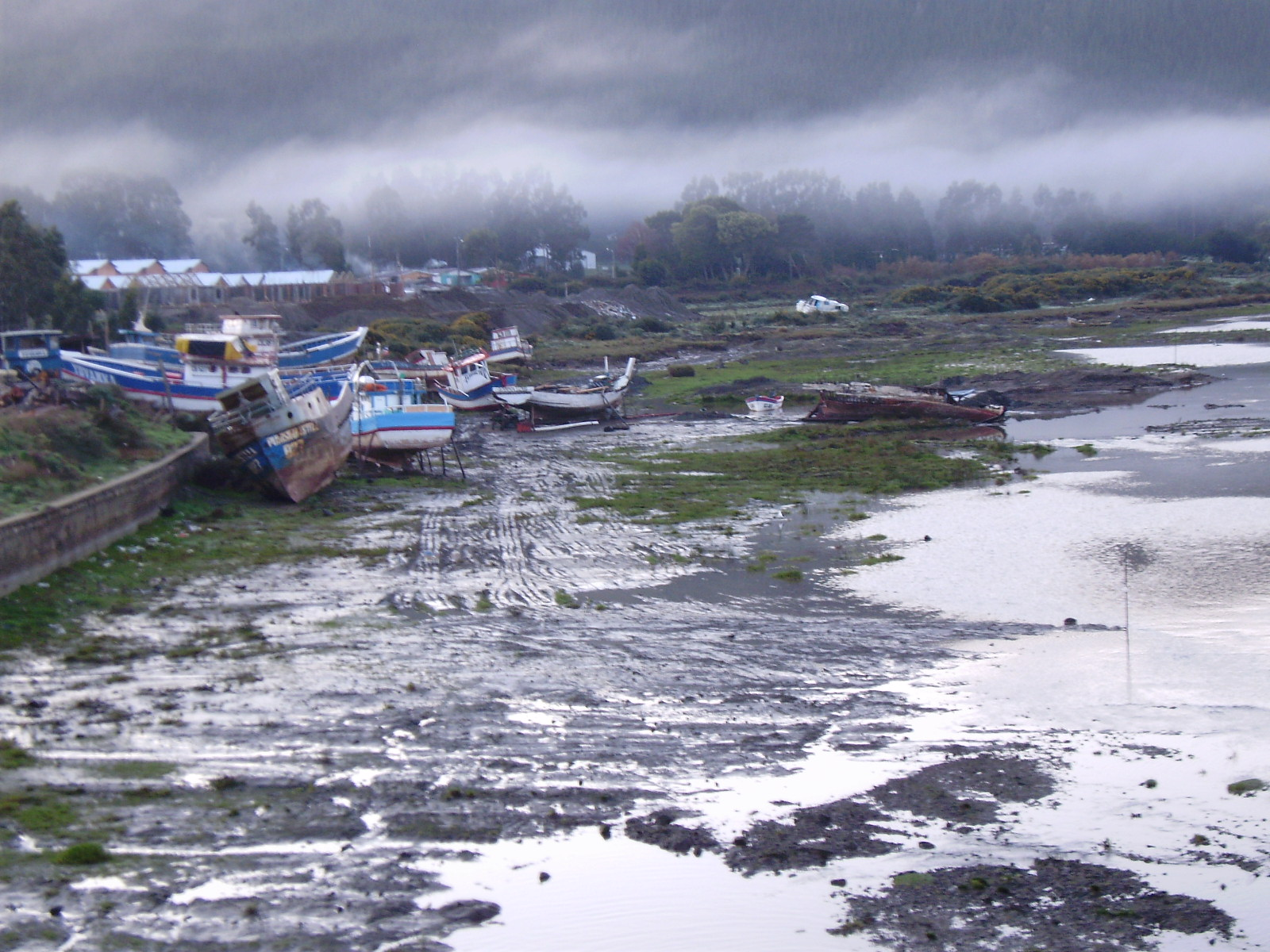
Botes en la desembocadura con niebla.

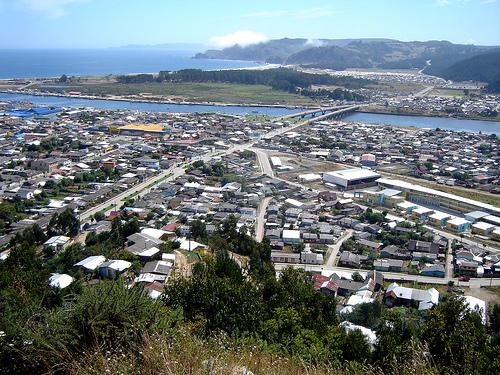
Desembocadura del río en las playas de la ciudad de Lebu.

## Población
El sistema de información y monitoreo de biodiversidad del Ministerio del Medio Ambiente de Chile señala la siguiente distribución de la superficie de la cuenca entre las comunas (el porcentaje es de la cuenca):
| Región | Provincia | Comuna      | Hectáreas           | Porcentaje |
| ------ | --------- | ----------- | ------------------- | ---------- |
| Biobío |           |             | 85.776,963          | 99,985 %   |
|        | Arauco    |             | 85.776,963          | 99,985 %   |
|        |           | Lebu        | 23.618,728          | 27,531 %   |
|        |           | Curanilahue | 38.442,457          | 44,81 %    |
|        |           | Los Alamos  | 23.715,779 27,644 % |            |

Las ciudades de Lebu, Curanilahue y partes de las ciudades Los Álamos (Chile), Cerro Alto y Tres Pinos están en la hoya del río.
Cabe señalar que al parecer hay el área sumada de las comunas o provincias es diferente al área total del ítem proporcionada por el Ministerio del Medio Ambiente (85.789,438 ha.). Esto puede deberse a que el área de las comunas o provincias no incluye el área cubierta por los canales, fiordos, bahías, etc.

## Subdivisiones
La Dirección General de Aguas subdivide o reúne las cuencas de Chile acorde a las necesidades de estudio y gestión. Existen dos inventarios que han logrado ser aceptados como principales, el inventario de cuencas del Banco Nacional de Aguas (BNA) de 1978, de mayor uso, y el inventario de cuencas del Departamento de Administración de Recursos Hídricos (DARH) de 2014 de mejor cartografía que ha obligado a redefinir algunos límites, a veces con cambios mayores, pero también por algunas redefiniciones del concepto de subcuenca.
Bajo el BNA el código del ítem es 087 y con el DARH es 0805.
La subdivisión del BNA es como sigue:
| Cuenca              | Subcuenca | Subsubcuenca | Aguas                                                           | Área drenaje km² | Observaciones |
| ------------------- | --------- | ------------ | --------------------------------------------------------------- | ---------------- | ------------- |
| 087 Río Lebu (mapa) |           |              |                                                                 |                  |               |
| 087                 | 0870      | 08700        | Río Descabezado hasta junta Río Curanilahue                     | 220              |               |
| 087                 | 0870      | 08701        | Río Curanilahue entre Río Descabezado y Río Lebu                | 337              |               |
| 087                 | 0871      | 08710        | Río Pilpilco                                                    | 139              |               |
| 087                 | 0872      | 08720        | Río Lebu Entre Junta Ríos Curanilahue, Pilpilco y Desembocadura | 163              |               |

La disposición de cuencas en el inventario DARH es la siguiente:
| Código      | Nombre                                         | Código en mapa                                 | Tipología de cuenca                            | Vertiente de cuenca                            | Origen de cuenca                               | Temperatura media anual (C°)                   | Temperatura máxima (C°)                        | Temperatura mínima (C°)                        | Precipitación anual (mm)                       | Número de estaciones fluviométricas            | Número de estaciones pluviométricas            | Área (km²)                                     |
| ----------- | ---------------------------------------------- | ---------------------------------------------- | ---------------------------------------------- | ---------------------------------------------- | ---------------------------------------------- | ---------------------------------------------- | ---------------------------------------------- | ---------------------------------------------- | ---------------------------------------------- | ---------------------------------------------- | ---------------------------------------------- | ---------------------------------------------- |
| 0805        | Cuenca Costeras entre Punta Lavapié y Río Lebu | Cuenca Costeras entre Punta Lavapié y Río Lebu | Cuenca Costeras entre Punta Lavapié y Río Lebu | Cuenca Costeras entre Punta Lavapié y Río Lebu | Cuenca Costeras entre Punta Lavapié y Río Lebu | Cuenca Costeras entre Punta Lavapié y Río Lebu | Cuenca Costeras entre Punta Lavapié y Río Lebu | Cuenca Costeras entre Punta Lavapié y Río Lebu | Cuenca Costeras entre Punta Lavapié y Río Lebu | Cuenca Costeras entre Punta Lavapié y Río Lebu | Cuenca Costeras entre Punta Lavapié y Río Lebu | Cuenca Costeras entre Punta Lavapié y Río Lebu |
| 080500      | Costeras entre Punta Lavapié y Estero Quidico  | 0                                              | Exorreica                                      | Pacífico                                       | Pluvial                                        | 12.3                                           | 22.2                                           | 5.1                                            | 1217.4                                         | 0                                              | 0                                              | 156.6                                          |
| 080501      | Río Quiapo                                     | 0                                              | Exorreica                                      | Pacífico                                       | Pluvial                                        | 12.5                                           | 23.0                                           | 5.1                                            | 1399.5                                         | 0                                              | 0                                              | 125.4                                          |
| 080502      | Costeras entre Río Quiapo y Río Lebu           | 0                                              | Exorreica                                      | Pacífico                                       | Pluvial                                        | 12.3                                           | 22.9                                           | 4.9                                            | 1488.6                                         | 0                                              | 0                                              | 63.0                                           |
| 08050300    | Río Lebu                                       | 69                                             | Exorreica                                      | Pacífico                                       | Pluvial                                        | 12.4                                           | 23.3                                           | 4.8                                            | 1556.0                                         | 1                                              | 0                                              | 160.4                                          |
| 0805030001  | Río Curanilahue                                | 70                                             | Exorreica                                      | Pacífico                                       | Pluvial                                        | 11.3                                           | 22.7                                           | 3.5                                            | 1574.5                                         | 2                                              | 2                                              | 299.4                                          |
| 08050300010 | Río Curihuillín                                | 71                                             | Exorreica                                      | Pacífico                                       | Pluvial                                        | 12.0                                           | 22.9                                           | 4.5                                            | 1522.6                                         | 0                                              | 0                                              | 86.5                                           |
| 08050300011 | Río Trongol                                    | 72                                             | Exorreica                                      | Pacífico                                       | Pluvial                                        | 9.8                                            | 21.5                                           | 2.1                                            | 1571.3                                         | 0                                              | 0                                              | 169.7                                          |
| 0805030002  | Río Pilpilco                                   | 73                                             | Exorreica                                      | Pacífico                                       | Pluvial                                        | 10.5                                           | 22.1                                           | 2.7                                            | 1602.2                                         | 0                                              | 0                                              | 139.8                                          |

## Hidrología

Diagrama unifilar de la cuenca del río.

### Red hidrográfica
Los cuerpos de agua considerados en esta categoría son:
El río Cupaño es llamado a veces río Trongol.

### Caudales y régimen
La cuenca tiene un régimen pluvial.

### Glaciares
No existen glaciares dentro de la cuenca río Lebu consignados en el inventario público de glaciares de Chile 2022.: 71 

### Humedales
El Ministerio del Medio Ambiente de Chile ha constatado la existencia de 283 humedales con un área total de 521,8 hectáreas,: 67  sin embargo, ninguno de ellos está acreditado.

### Acuíferos
Bajo la cuenca se ubica el sector hidrogeológico de  aprovechamiento común (SHAC) de Lebu que cubre un área de 859,9 km² y colinda con los SHAC’s Nahuelbuta, Quiapo y Lanalhue hacia los sectores noreste, noroeste y sur, respectivamente. Hacia el sur se observa un tramo menor que limita con la costa.: 144 

### Desaladoras
No existen plantas desaladoras ni proyectos de construcción de tales en la cuenca del río Lebu.: 86 

## Actividades económicas
El 85% de la cuenca esta cubierto por bosques, el 9,8% por matorrales y praderas y sólo un 2,2% son terrenos de uso agrícola.: 30 

## Clima

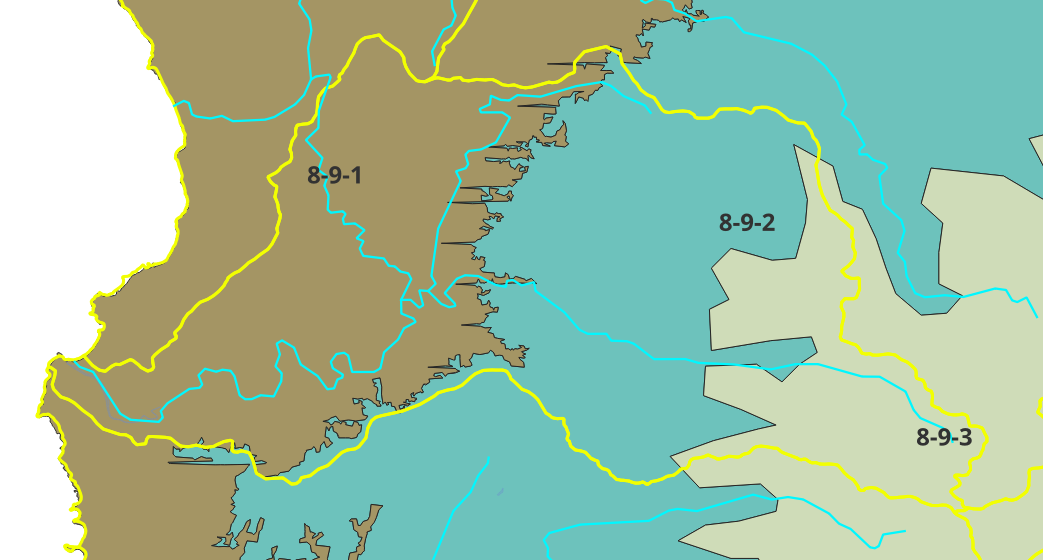
Distritos agroclimáticos en la cuenca del río Lebu. En amarillo los límites de la cuenca.

El Atlas agroclimático de Chile distingue tres distritos en la cuenca:
- 8-9-1 Templado cálido supratermal con régimen de humedad sub húmedo seco (Csb2Shs). La temperatura oscila entre un máximo de enero de 22,5 °C (máx de 26 °C y mín de 18,6 °C dentro del distrito) y un mínimo de Julio de 5,7 °C (máx de 6,5 °C y mín de 4,7 °C dentro del distrito). Tiene un promedio de 297 días consecutivos libres de heladas. En el año se registra un promedio de 3 heladas. El período de temperaturas favorables a la actividad vegetativa dura 9 meses. Registra anualmente 1.185 días grado y 443 horas de frío acumuladas hasta el 31 de Julio. La precipitación media anual es de 1.135 mm y un período seco de 5 meses, con un déficit hídrico de 465 mm/año. El período húmedo dura 5 meses durante los cuales se produce un excedente hídrico de 464 mm.
- 8-9-2 Templado cálido supratermal con régimen de humedad sub húmedo húmedo (Csb2Shh). La temperatura oscila entre un máximo de enero de 25,1 °C (máx de 28,8 °C y mín de 20,2 °C dentro del distrito) y un mínimo de Julio de 5,8 °C. (máx de 6,6 °C y mín de 4,6 °C dentro del distrito) Tiene un promedio de 304 días consecutivos libres de heladas. En el año se registra un promedio de 4 heladas. El período de temperaturas favorables a la actividad vegetativa dura 9 meses. Registra anualmente 1.266 días grado y 452 horas de frío acumuladas hasta el 31 de Julio. La precipitación media anual es de 1.587 mm y un período seco de 4 meses, con un déficit hídrico de 475 mm/año.El período húmedo dura 6 meses durante los cuales se produce un excedente hídrico de 882 mm.
- 8-9-3 Templado cálido supratermal con régimen de humedad húmedo con tendencia mediterránea (Csb2fs). La temperatura oscila entre un máximo de enero de 25,7 °C (máx de 27,5 °C y mín de 22 °C dentro del distrito) y un mínimo de julio de 6,3 °C (máx de 6,5 °C y mín de 4,9 °C dentro del distrito). Tiene un promedio de 339 días consecutivos libres de heladas. En el año se registra un promedio de 2 heladas. El periodo de temperaturas favorables a la actividad vegetativa dura 9 meses. Registra anualmente 1.236 días grado y 398 horas de  rio acumuladas hasta el 31 de Julio. La precipitación media anual es de 2.248 mm y un periodo seco de 2 meses, con un déficit hídrico de 302 mm/año. El período húmedo dura 7 meses durante los cuales se produce un excedente hídrico de 1.430 mm.

Diagrama Walter Lieth para la ciudad de Lebu.

Los diagramas Walter Lieth muestran con un área azul los periodos en que las precipitaciones sobrepasan la cantidad de agua que el calor del sol evapora en el mismo lapso de tiempo, (un promedio de 10 °C mensuales evaporan 20 mm de agua caída) dejando un clima húmedo. Por el contrario, las zonas amarillas indican que durante ese tiempo el agua caída puede ser evaporada por el calor del sol. El área gris señala meses muy húmedos.

## Zonas protegidas
No hay áreas pertenecientes al sistema nacional de áreas protegidas del estado (SNASPE), ni humedales RAMSAR, ni zonas de interés turístico, ni reservas de la biósfera, ni
áreas de prohibición de caza.: 69 